# Hebron (Iowa)
Pour les articles homonymes, voir Hebron.
Hebron est une communauté non constituée en municipalité, du comté d'Adair en Iowa, aux États-Unis.
Les bureaux de la poste sont inaugurés à Hebron en 1858 et fermés en 1915.